# Snatch - Lo strappo
Snatch - Lo strappo (Snatch) è un film del 2000 scritto e diretto da Guy Ritchie.
Nel 2017 è stata distribuita su Crackle la serie TV Snatch, ispirata al lungometraggio.

## Trama
Su commissione di Abraham Denovitz (detto "Cugino Avi"), un gioielliere senza scrupoli di New York, il trafficante di diamanti e giocatore d'azzardo Frankie (detto "Quattro Dita") riesce a rubare un grosso diamante da 86 carati e molti altri più piccoli, rapinando con una banda di russi la sede di un commerciante ebreo di diamanti ad Anversa. Di passaggio a Londra per rivendere le pietre più piccole, intenzionato a consegnare poi il grosso diamante a New York, Frankie incontra Boris Yurinov (detto "Lametta"), ex-agente uzbeko del KGB già messo al corrente del pezzo grosso nel bottino di Quattro Dita, che è stato mandato a tradimento da lui da uno dei suoi complici russi. Sapendo del suo vizio per il gioco d'azzardo, Boris attira Frankie in una trappola chiedendogli di piazzare una scommessa per lui, poi ingaggia Sol, proprietario di un banco dei pegni, col vero intento di rubare il diamante a Quattro Dita nella sala scommesse che questi ultimi dovranno rapinare, in cambio dell'intero ricavato delle puntate. Per portare a termine la rapina Sol si avvarrà dell'aiuto di due suoi gregari, il magro Vinny e il grasso Tyrone nelle vesti di improvvisato autista. Nel frattempo, Avi consiglia a Quattro Dita di non recarsi in un casinò e di rivolgersi invece a suo cugino, il gioielliere e ricettatore inglese Doug Denovitz (detto "La Zucca") per piazzare i diamanti più piccoli.
Intanto, Turco e Tommy, soci impresari di boxe clandestina, cercano di concludere l'acquisto di una roulotte come nuova sede per i propri loschi affari da un pavee, Mickey O'Neil (detto "Lo Zingaro"), il quale però rifila un rottame a Tommy. Nel tentativo di farsi rimborsare, Tommy accetta di scommettere su un incontro di boxe tra Mickey e il loro pugile, George Meraviglia. Mickey stende però Meraviglia per knockout, rendendolo così inabile a disputare un incontro di boxe clandestina già organizzato d'accordo con "Testarossa", potente boss di Londra che gestisce un impero basato su bische clandestine di boxe, scommesse truccate e combattimenti fra cani. Su iniziativa di Turco, per rimediare viene proposto in sostituzione lo stesso Mickey al posto di Meraviglia: Mickey lo sostituirà quindi in un incontro truccato, che dovrà perdere per far arricchire Testarossa. Mickey però mette k.o. l'avversario al primo round, vincendo l'incontro e scatenando così le ire di Testarossa.
Arrivato nei pressi della sala scommesse, Quattro Dita non riesce però a poter piazzare la scommessa di Boris e rimane casualmente intrappolato nel retro del suo furgone, perché tamponato durante la manovra di parcheggio della vettura rubata guidata da Tyrone, con Sol, Vinny e il cane di quest'ultimo (che ha appena ingoiato un giochino sonoro). Un altro avventore in entrata nella sala scommesse viene scambiato dai tre scalcinati rapinatori per Quattro Dita: Sol e Vinny entrano quindi in azione, rapinando senza successo la sala che è invece praticamente vuota e senza incassi. Inizialmente intrappolati dai sistemi antirapina della sala, vengono liberati da Tyrone; Quattro Dita nel frattempo riesce a scendere dal retro del furgone sbloccato dalla vettura in fuga dei tre rapinatori, che lo riconoscono e lo sequestrano. Dopo averlo portato nel covo ricavato nel retrobottega del banco dei pegni, Sol e Vinny scoprono che nella ventiquattrore ammanettata al suo polso c'è il grosso diamante. Ricattano Boris pretendendo metà del valore della pietra, ma l'uzbeko prima si rifiuta, poi uccide Frankie sparandogli in testa perché ha udito il suo nome e infine gli sega il braccio per portarsi via la ventiquattrore. Poco dopo arriva Testarossa, proprietario della sala scommesse rapinata dai tre. Messi alle strette e sul punto di finire ammazzati dagli sgherri del boss, gli confessano di avere un grosso diamante recuperabile in quattro giorni. Testarossa li risparmia, ma concede loro solo due giorni.
Nel frattempo, Doug al telefono rivela ad Avi che Quattro Dita è sparito dopo avergli detto che si sarebbe recato in una sala scommesse; preoccupato, Avi decide di recarsi di persona a Londra per risolvere la situazione e recuperare il diamante. Con l'aiuto di Doug ingaggia Tony "Pallottola al dente", criminale specializzato nella caccia all'uomo, per ritrovare Quattro Dita. Le ultime tracce lasciate da quest'ultimo li conducono a Boris: Avi, Tony e la guardia del corpo di Avi lo sequestrano, e nell'intento di portarlo in una zona isolata per farlo fuori e impadronirsi della ventiquattrore rubata a Frankie, si imbattono in Sol, Vinny e Tyrone, che armati di finte pistole, tentano di riprendersi il diamante. Dopo una sparatoria in un pub, in cui muore Boris e viene ferito Tyrone, Sol e Vinny si impadroniscono della pietra ma presto vengono raggiunti da Avi e Tony nel loro covo. Dopo una zuffa, il cane di Vinny ingoia anche il diamante. Nell'intento di impedire al cane di scappare, Avi spara e uccide involontariamente Tony e, per evitare inconvenienti, se ne torna a New York.
Alla volta del secondo incontro organizzato da Testarossa per recuperare i soldi delle scommesse persi al primo incontro, Mickey si rifiuta di partecipare, facendo così nuovamente infuriare il boss che per vendicarsi del rifiuto e dei soldi persi nelle scommesse, gli fa uccidere la madre facendo appiccare il fuoco alla sua roulotte. Nel frattempo Mickey, accettando suo malgrado di partecipare, approfitta dell'ultimo e decisivo incontro truccato di boxe per vendicare la madre, mettendo in scena l'atto finale di un insospettabile piano che ha tramato nell'ombra. Ha infatti organizzato un contro-agguato a Testarossa e ai suoi scagnozzi appostati in agguato nei pressi del suo campo pavee: il boss e i suoi uomini, una volta caduti nella trappola, vengono brutalmente uccisi dai compari pavee di Mickey che, assieme a quest'ultimo, scappano quindi nella notte coi soldi delle scommesse truccate. Sol e Vinny vengono arrestati nei pressi del campo in seguito al ritrovamento dei cadaveri di Tony e Frankie nella loro auto, dei quali intendevano sbarazzarsi. Turco e Tommy, ritrovatisi nei pressi del campo pavee per cercare Mickey, vengono fermati dalla polizia che sta indagando sull'agguato della sera precedente. Vengono però casualmente salvati dalla comparsa del cane di Vinny, che fanno passare come il loro agli occhi dei poliziotti. Tornati nella loro sede con il cane, gli si affezionano e lo fanno operare per estrarre il giochino sonoro dallo stomaco: viene ritrovato quindi anche il diamante, che viene portato a Doug per essere rivenduto. Avi, informato dal cugino, si precipita di nuovo a Londra per prendersi il "suo" diamante.

## Personaggi
- Turco: è il narratore del film, ed è un impresario di boxe nonché possessore di una sala da gioco con slot machine. Il suo nome ha origine dalla circostanza che vide i suoi genitori conoscersi in un incidente aereo. È molto intelligente, furbo e sarcastico nei confronti dei vari personaggi che incontra nelle sue spiegazioni narrative. Dirige i suoi "affari" da una cadente roulotte. Il suo pugile si chiama George Meraviglia.
- Tommy: socio di Turco. È ingenuo e finisce col cacciarsi sempre nei guai. Nonostante Turco lo tratti con durezza, in fondo, è come un fratello.
- Testarossa Polford: il principale antagonista del film. È un potente boss di Londra che gestisce un impero basato su bische clandestine di boxe a mani nude, combattimenti fra cani, ecc. In più occasioni viene fatto intendere che usi il suo allevamento di maiali per fare sparire i cadaveri dei suoi nemici. Errol è il suo braccio destro.
- Mickey O'Neil: un irish traveller che vive in un campo nomadi con la sua numerosa famiglia. È un eccellente pugile di strada con un destro micidiale, parla in modo incomprensibile e ha fiuto per gli affari. È quasi sempre accompagnato dall'amico Darren (Jason Flemyng).
- Abraham Cugino Avi Denovitz: gioielliere di New York. Grande uomo d'affari, avido e con pochi scrupoli. È cugino di Doug "La Zucca".
- Doug La Zucca Denovitz: cugino di Avi, esercita il business dei gioielli a Londra per conto suo. Si finge ebreo per aumentare l'attrattiva dei clienti.
- Boris Lametta Yurinov: mercenario uzbeko, nonché trafficante di armi ed ex-agente del KGB. Duro a morire, è anche chiamato "schiva-pallottole".
- Frankie Quattro Dita: scagnozzo di Avi Denovitz col vizio del gioco d'azzardo. È il primo a mettere le mani sul diamante.
- Sol, Vinny e Tyrone: Sol, proprietario di un banco dei pegni, è aiutato da Vinny e dal corpulento autista "specializzato in fughe" Tyrone. Tenteranno di rapinare Frankie Quattro Dita su commissione di Boris Lametta e finiranno invece per mettersi nei guai a causa della loro inesperienza nel mestiere.
- Pallottola al dente Tony: criminale specializzato nella caccia all'uomo. Durante una missione gli sono stati sparati addosso sei proiettili (di cui uno in bocca che gli ha fatto saltare due denti) senza che morisse o riportasse traumi. Dopo quella volta Doug La Zucca gli ha fuso il piombo delle pallottole per farne due denti. Di qui il soprannome Pallottola al dente.

## Colonna sonora
1. Diamond - Klint
2. Supermoves - Overseer
3. Hernando's Hideaway - The Johnston Brothers
4. Golden Brown - The Stranglers
5. Dreadlock Holiday - 10cc
6. Hava Nagila - John Murphy e Daniel L. Griffiths
7. Cross the Tracks (We Better Go Back) - Maceo & the Macks
8. Disco Science - Mirwais
9. Hot Pants (I'm Coming, Coming, I'm Coming) - Bobby Byrd
10. Lucky Star - Madonna
11. Ghost Town - The Specials
12. Sensual Woman - The Herbaliser
13. Angel - Massive Attack
14. RRRR...Rumble - Charles Cork
15. Fuckin' in the Bushes - Oasis
16. Don't You Just Know It - Huey "Piano" Smith & the Clowns

## Accoglienza

### Critica
Secondo l'aggregatore di recensioni Rotten Tomatoes, il film ha ottenuto un indice di apprezzamento del 74% e un voto di 6,40 su 10 sulla base di 143 recensioni. Il consenso critico del sito recita: «anche se forse è un caso dove lo stile va sopra la sostanza, il secondo caper crime di Guy Ritchie è pieno di dialoghi accattivanti, umorismo nero e personaggi interessanti». Su Metacritic, il film ha ottenuto un voto di 55 su 100 sulla base di 31 recensioni, indicando critiche «miste e nella media».

## Riconoscimenti
- 2001 – Empire Awards
  - Miglior attore britannico a Vinnie Jones
  - Miglior regista britannico
- 2001 – Golden Reel Award
  - Miglior sonoro